# XVI Krajowy Festiwal Piosenki Polskiej w Opolu
XVI Krajowy Festiwal Piosenki Polskiej w Opolu odbywał się od 19 do 23 czerwca 1978. Widzowie uczestniczyli w dziesięciu koncertach w opolskim amfiteatrze i sali Teatru im. Jana Kochanowskiego. Dyrektorem muzycznym festiwalu i przewodniczącym jury był Jerzy Wasowski.

## KoncertDebiuty19-20.06.1978
1. Bajm – Piechotą do lata
2. Urszula Kasprzak – Umieć żyć
3. Ballada – Wycinanki
4. Ilona Wieczorek – Kołysanka
5. Zezowaty Piskorz – Turcja
6. Barbara Gołaska – Inna
7. Ewelina Gola – Nasze powroty do marzeń
8. Konsonans – Miłość to jest muzyka
9. Grażyna Auguścik – Zielone gwiazdy
10. Nasza Basia Kochana – Za szybą
11. Horyzont – Znajdziemy dobrą rzekę
12. Marek Łyżwa – Obiecaliśmy sobie ogród
13. Beata Andrzejewska – Przylecę ptakiem
14. Jolanta Wilk – Zielona dolina
15. Danuta Morel – Zerwę z nim
16. Krywań – Hej Janicku, siwy włos
17. Dorota Rozmus – Bywało, bywało
18. Wiesław Chojnacki – Kocham po swojemu
19. Bożena Markiewicz – Stary grat
20. Danuta Szarek – Wiosny i burze
21. To Tam – Garść liści wierzbowych
22. Ewa Pieńkos – Między dzisiaj a wczoraj
23. Aleksandra Skonieczka – Jesteś za blisko
24. Plus – Nutka molowa
25. Ewa Kujawska – Piosenka o Wicie Stwoszu
26. Consonans – Miłość to jest muzyka
27. Pomian – Urojona kantyna
28. Grażyna Blewąska – Ballada o domu
29. Katarzyna Łysoniek – Muzykanci na gruszy
30. Krystyna Fuczik – Pukanie do Anny
31. Joanna Tokarska – O pół kroku nad ziemią
32. Andrzej Poniedzielski – Kardiogram
33. Ewa Olszańska - Filmy przyrodnicze

## KoncertPremiery22.06.1978
1. Krzysztof Krawczyk – Pogrążona we śnie – Natalia
2. Lidia Stanisławska – Gram w kiepskiej sztuce
3. Renata Danel – Chcę wiedzieć, chcę przeczuć
4. Grażyna Łobaszewska – Zwierciadło czasu
5. Maryla Rodowicz – Płaczmy razem
6. Skaldowie – Pachnie chlebem
7. 2 plus 1 – Podobny do ludzi
8. Alicja Majewska – Pojadę tam
9. Andrzej Rosiewicz – Ofiarna miłość
10. Teresa Iwaniszewska-Haremza – Zejdźmy ze sceny

## Koncert Mikrofon i EkranPrzeboje Studia Gama23.06.1978
1. Grażyna Łobaszewska – Dzień jak blues
2. Zbigniew Wodecki – Okno, róża i balkon
3. Andrzej Rybiński – Mój powrót
4. Alibabki – Pani ty jesteś urocza
5. Elżbieta Starostecka – Za rok, może dwa
6. Zbigniew Wodecki – Izolda
7. Lidia Stanisławska – Z przeczuć mych
8. Skaldowie – Popołudnie z tobą
9. Anna Jantar – Nie wierz mi, nie ufaj mi
10. Krzysztof Krawczyk – Pamiętam ciebie z tamtych lat (wróć do mnie)
11. Maryla Rodowicz – Remedium
12. Grażyna Łobaszewska i Piotr Schulz – Może za jakiś czas
13. Krzysztof Krawczyk – Jak minął dzień

## KoncertMikrofon i ekran23.06.1978
1. Beata Andrzejewska – Przylecę ptakiem – zwycięzcy debiutów z 77
2. Vis a vis – Zielona noc – zwycięzcy debiutów z 77
3. Bożena Szczepańska – Jaka jestem – zwycięzcy debiutów z 77
4. Zezowaty Piskorz – Turcja (1 x bis) – laureaci koncertu „Debiuty '78”
5. Barbara Gołaska – Inna  – laureaci koncertu „Debiuty '78”
6. Jolanta Wilk –  Zielona dolina  (1 x bis) – laureaci koncertu „Debiuty '78”
7. Wiesław Chojnacki – Kocham po swojemu – laureaci koncertu „Debiuty '78”
8. Ewelina Gola – Nasze powroty do marzeń – laureaci koncertu „Debiuty '78”
9. Dorota Rozmu] – Bywało, bywało – laureaci koncertu „Debiuty '78”
10. Bajm – Piechotą do lata (2 x bis) – laureaci koncertu „Debiuty '78”
11. Ilona Wieczorek – Kołysanka – laureaci koncertu „Debiuty '78”
12. Ballada - Wycinanki (1 x bis) – laureaci koncertu „Debiuty '78”
13. Marek Grechuta – Hop szklankę piwa
14. Grażyna Łobaszewska – Zwierciadło czasu – laureat koncertu „Premiery '78”
15. Lidia Stanisławska – Gram w kiepskiej sztuce – laureat koncertu „Premiery '78”
16. Renata Danel – Chcę wiedzieć, chcę przeczuć – laureat koncertu „Premiery '78”
17. Krzysztof Krawczyk – Pogrążona we śnie – Natalia – laureat koncertu „Premiery '78”
18. Teresa Iwaniszewska-Haremza – Zejdźmy ze sceny – laureat koncertu „Premiery '78”
19. Wały Jagiellońskie
20. Krzysztof Krawczyk – Jak minął dzień – laureaci koncertu „Plebiscyt...”
21. Elżbieta Starostecka – Za rok, może dwa –  laureaci koncertu „Plebiscyt...”
22. Maryla Rodowicz – Remedium – laureaci koncertu „Plebiscyt...”
23. Zbigniew Wodecki – Izolda – laureaci koncertu „Plebiscyt...”

## Laureaci
Nagrody główne dla piosenek
I nagroda 
- Pogrążona we śnie (Aleksander Maliszewski/Jonasz Kofta)  wykonanie: Krzysztof Krawczyk

II nagroda
- Gram w kiepskiej sztuce (Wojciech Głuch/Wojciech Młynarski) wykonanie: Lidia Stanisławska
- Inna (Janusz Sent/Zbigniew Stawecki) wykonanie: Barbara Gołaska

III nagroda
- Kocham po swojemu (Zbigniew Piszczek/Renata Maklakiewicz) wykonanie: Wiesław Chojnacki
- Chcę wiedzieć, chcę przeczuć (Jacek Malinowski/Barbara Rybałtowska) wykonanie: Renata Danel
- Zwierciadło czasu (Aleksander Maliszewski/Kazimierz Łojan) wykonanie: Grażyna Łobaszewska

Nagroda za aranżację
- Maciej Śniegocki za piosenkę Zejdźmy ze sceny (Janusz Sent/Jadwiga Has) wykonanie: Teresa Haremza

Nagroda dziennikarzy
- Wały Jagiellońskie Wars wita (Rudi Schuberth)

Nagrody w koncercie Debiuty
indywidualne:
1. Ilona Wieczorek
2. Dorota Rozmus
3. Ewelina Gola
4. Wiesław Chojnacki
5. Jolanta Wilk
6. Barbara Gołaska

zespołowe:
- Ballada
- Bajm
- Zezowaty Piskorz